# Iglesia de la Visitación de Nuestra Señora a Sta. Isabel
La Santa e Insigne iglesia de la Visitación de Nuestra Señora a su Prima Sta. Isabel es una iglesia de culto católico dedicada a La Visitación está situada en la Plaza Mayor de Zarza de Tajo.
Esta iglesia fue construida como segunda iglesia del pueblo a causa del ensanchamiento del pueblo. Actualmente se conserva solamente esta iglesia ya que la anterior fue destruida y solo se conserva la puerta y una capilla en el espacio que actualmente ocupa el cementerio municipal.

## Historia
La historia de este templo empieza en el siglo XVIII cuando se empezó a construir la segunda iglesia del pueblo, situándose la otra iglesia en lo que es actualmente el cementerio. 
Se trata de un templo de estilo de los Austrias construida a finales del neoclásico, de planta de cruz latina con dos torres gemelas situadas a los lados de la fachada principal. Tiene tres puertas pero dos de ellas están cegadas dejando solo abierta la del medio. 
En los años 60 la iglesia sufrió una gran reforma que se cambió la estética de la misma drásticamente. Se taparon las piedras del exterior con un revestimiento que actualmente la esconde. Se bajo de altura el techo eliminando así las bóvedas y la gran cúpula del centro del cuerpo de la iglesia. Se taparon también tres ventanas que se encontraban situadas en el coro que daban a la plaza. Eliminando también la ventana llamada tradicional la venta del Abanico por causa de su forma. 
Al generarse dicha obra también se perdieron los 3 retablos que se encontraban en su interior sin posibilidad de recuperarlos ya que desaparecieron.
La iglesia constaba de bobadas en todos los techos menos en el cuadrado central donde se situaba cúpula que estaba decorada con el fondo en azul cielo con estrella y un gran caballo blando con un soldado de la Orden De Santiago.

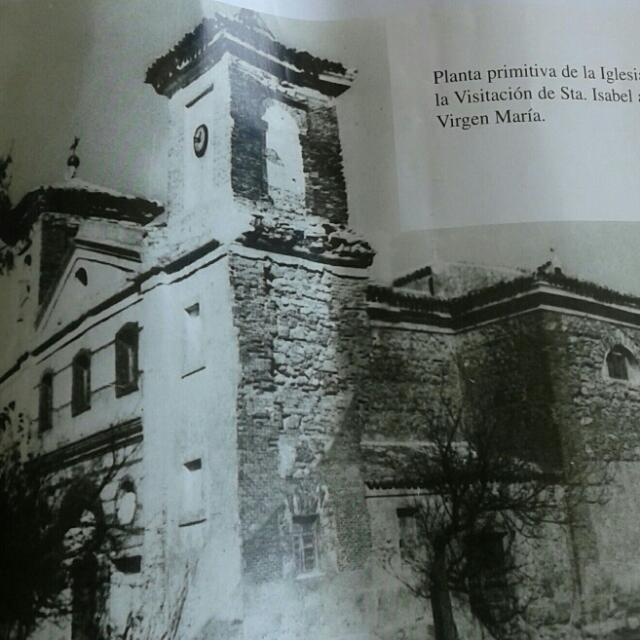
Iglesia anterior a la obra de los años 60 de Zarza de Tajo

### La iglesia en la Guerra Civil
La iglesia durante el periodo de la Guerra Civil Española fue saqueada y usada como granero y cárcel.
Durante la guerra la sacristía fue utilizada como cárcel y la nave centra fue usada como granero, dañando de esta manera gravemente el suelo, por parte del bando republicano. 
A principios de la guerra civil el bando republicano entró en el templo y sacaron todas la imágenes del interior a la plaza y las prendieron fuego. Al prender fuego a la patrona del pueblo la Virgen de las Candelas, una mujer que vivía en la plaza al ver a la virgen ardiendo salió corriendo, cogiendo la cabeza de la virgen la metió en el agua para apagar el fuego y guardó la cabeza en su casa. Actualmente se conserva la cabeza en la iglesia. 
También se conserva la imagen de la virgen del Carmen del mayor tamaño la cual fue guardada en un granero siendo rescatada al finalizar la guerra.
También se conserva el cuadro que representa la visitación de la virgen a su prima situado en el cuerpo central del retablo mayor, este cuadro fue restaurado en el 2016 cuando se cambió de retablo.
También se vieron afectadas las campanas que fueron usadas para crear munición.

## La iglesia en la actualidad

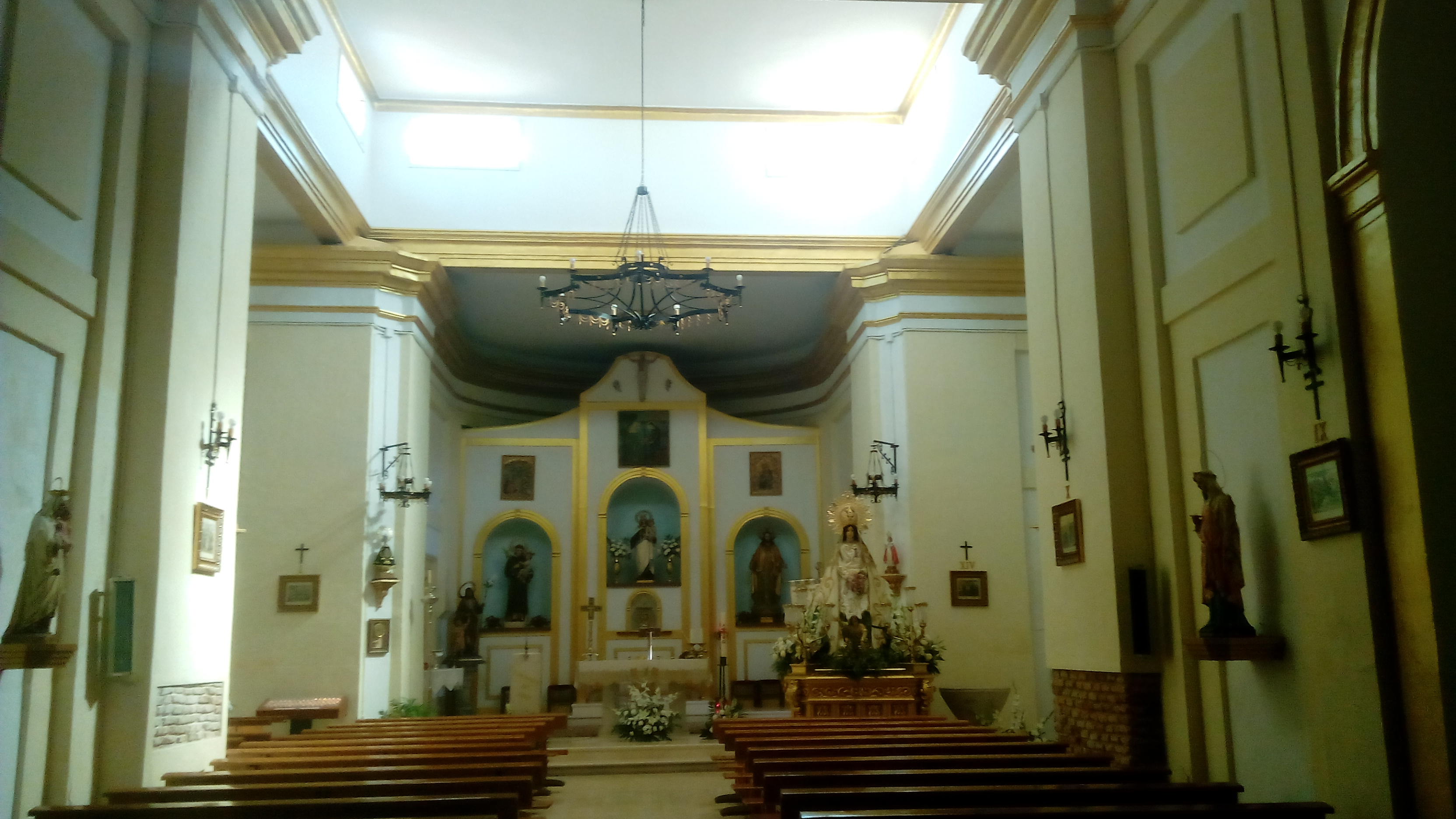

En la actualidad la iglesia poco a poco va consiguiendo el esplendor que perdió en su día durante la obra de los años 60, gracias a los arreglos y obras de mantenimiento que se van haciendo según se puede.
- En el 2016 se procedió a cambiar el retablo mayor y anteriormente se procedió a tapizar los arcos laterales de la iglesia y la restauración de todos Los Santos que se encontraban en un estado de deterioro.

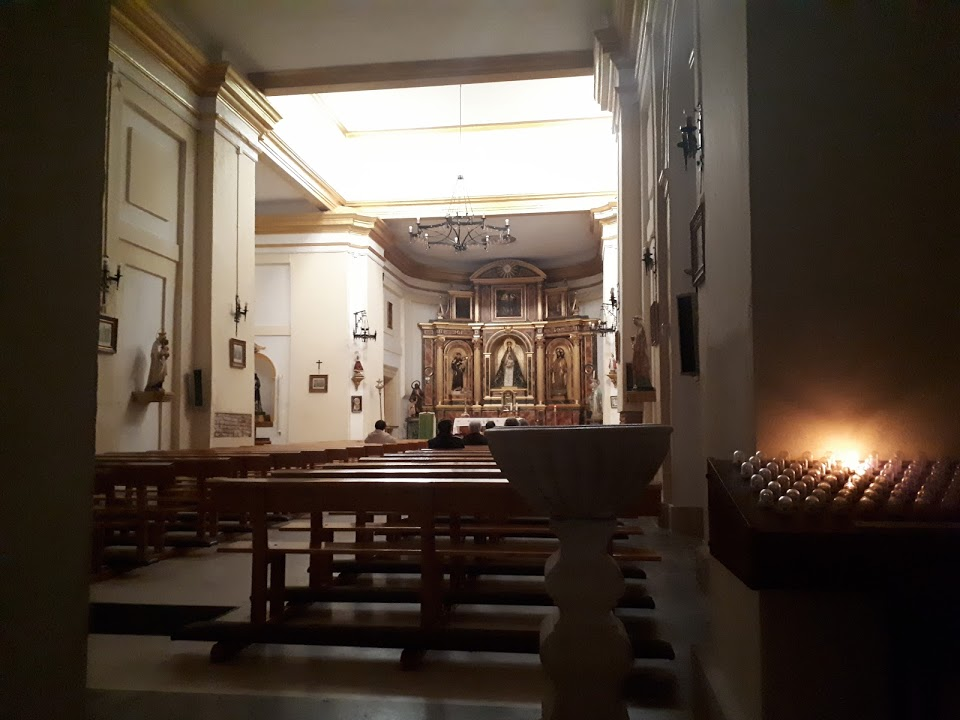

## Imágenes
Las imágenes principales que se encuentran en la iglesia son las de los patrones:

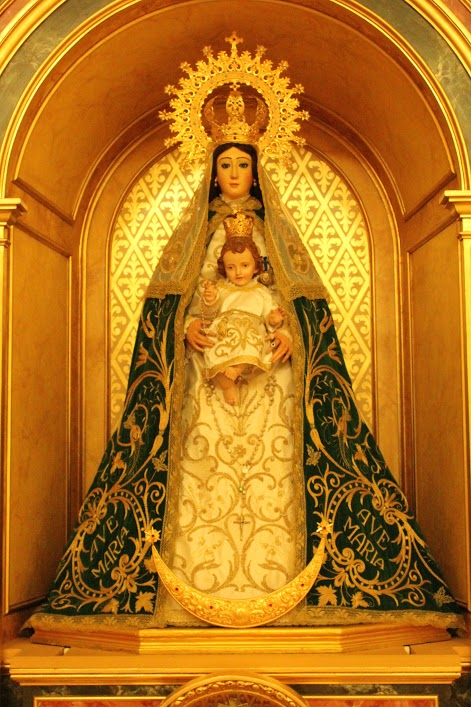

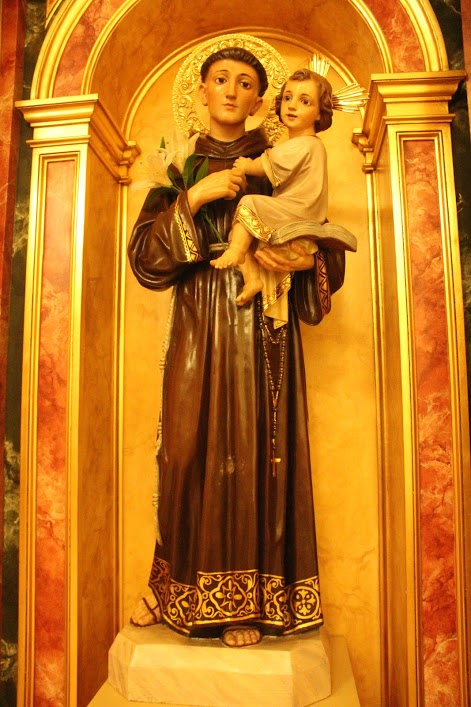

Virgen de las Candelas.
San Antonio de padua.
- Datos: Q47496730
- Multimedia: Church of the Visitation, Zarza de Tajo / Q47496730